# Jamné nad Orlicí (przystanek kolejowy)
całokształt zagadnienia sprowadza się w obecnej formie do niewiadomej co do poziomu praktycznego wykorzystania wirtualnej pozycji „przystankowej” w rozkładzie jazdy;

zawartość artykułu stanowi przy tym w znacznej części wątpliwy co do informacyjnej produktywności, zwodniczy opis tego czego na przystanku nie ma, nie wspominając co tam w praktyce właściwie istotnego jest/było; przy obecnym stanie treści jedyną logiczną możliwość przedostania się na drugą stronę toru bez popadania w konflikt z prawem stanowi najwyraźniej jedynie helikopter;

Jamné nad Orlicí – przystanek kolejowy w Jamné nad Orlicí, w kraju pardubickim, w Czechach. Znajduje się na wysokości 430 m n.p.m.
Na przystanku nie ma możliwości zakupu biletu, a obsługa podróżnych odbywa się w pociągu.

## Linie kolejowe
- 024 Ústí nad Orlicí - Štíty